# 536
سنة 536 م (بالأرقام الرومانية: DXXXVI) كانت سنة كبيسة تبدأ يوم الثلاثاء (الرابط يظهر نموذج الجدول الزمني الكامل للسنة) من التقويم اليولياني. بدأت تسمية السنة ب536 منذ العصور الوسطى المبكرة، عندما أصبح تقويم أنو دوميني هو الأسلوب السائد في أوروبا لتسمية السنوات.
في عام 2018، رشح عالم العصور الوسطى مايكل ماكورميك 536 كـ «أسوأ عام في تاريخ البشرية» بسبب الشتاء البركاني الذي ربما يكون ناجما عن انفجار بركاني في أوائل العام، مما تسبب في انخفاض متوسط درجات الحرارة في أوروبا والصين، مما أدى إلى فشل المحاصيل والمجاعة لأكثر من عام. لاحظ باحثون آخرون أحداثًا سلبية إضافية خلال العام، بما في ذلك ضباب غامض، ربما بسبب الثوران البركاني.

## أحداث

### الإمبراطورية البيزنطية
- الربيع - الإمبراطور جستنيان الأول يعين ابن عمه جرمانوس كـ«نقيب» للتعامل مع الأزمة في أفريقيا. يرسل قوة متحركة من «كومتاتنيس» (معظمها من سلاح الفرسان) وحرس النخبة. وسليمان، القائد العسكري السابق، يعود إلى القسطنطينية.[8]
- الصيف - الحرب القوطية (535-554): بيليساريوس يعبر مضيق ميسينا ويغزو إيطاليا. ينتصر على مدينة ريجيوم ويتقدم إلى نابولي.
- تشرين الثاني (نوفمبر) - حصار نابولي: يستولي بيليساريوس على نابولي بعد شهر من الحصار بإرسال قوات إلى المدينة من خلال القناة الرومانية.[9]
- 9 ديسمبر - دخل بيليساريوس روما عبر بورتا أسيناريا وتهرب الحامية القوطية المكونة من 4000 رجل من العاصمة. يرسل طلبًا عاجلاً للحصول على تعزيزات إلى جستنيان الأول، وفي الوقت نفسه يعد روما للحصار من خلال جلب كميات كبيرة من الطعام والإمدادات الأخرى.[10]
- الشتاء - أنشأ بيليساريوس مقره الرئيسي في بينسيان هيل ويصلح أسوار المدينة المهملة في روما. يدير حامية قوامها 5000 رجل، نصفهم من حراسه الشخصيين. للاحتفاظ بأجزاء من المدينة، قام بتجنيد 20000 شاب روماني لإدارة الجدران.

### أوروبا
- في وقت مبكر من عام 536 (ممكن) - شتاء بركاني 536: ثوران بركاني في أيسلندا.[4] تسبب الثوران بأحداث طقس متطرفة أدت إلى مجاعة. تم وصف المجاعة في «حوليات أولستر».[11]
- مارس - الملك ثيوداد يتنازل عن بروفانس وألمانيا العليا للفرنجة ليكسبوا دعمهم في الحرب. أرسل جيشًا قوطيًا كبيرًا إلى دالماتيا. هزموا البيزنطيين، وقتل مندوس أثناء القتال في سالونا، وانسحب الجيش البيزنطي.[10]
- الصيف - قسطنطينوس يستعيد دالماتيا. يتخلى القوط عن سالونا وينسحبون إلى الشمال. أعاد البيزنطيين بناء أسوارها واستعادة المحافظة.[12]
- ديسمبر - Vitiges يخلع منافسه ثيوداهاد في رافينا ويتزوج ماتاسونثا (ابنة الملكة أمالاسونثا). أصبح ملكًا على القوط الشرقيين وجمع جيشا لمحاربة بيليساريوس.[9]

### إفريقيا
- مارس-أبريل - يبحر بيليساريوس إلى قرطاج مع 1000 رجل لقمع تمرد ضد سليمان. في هذه الأثناء يحاصر العاصمة 9000 متمرد، بما في ذلك العديد من المخربين، تحت قيادة سطوطزاس. في معركة نهر باغراداس، هزم بيليساريوس المتمردين وسارع إلى صقلية.[13]

### آسيا
- 26 يناير - سينكا يخلف شقيقه أنكان بإعتباره إمبراطور اليابان الثامن والعشرون.
- آب (أغسطس) - شتاء بركاني 536: تساقط الثلوج في الصين، مما يؤدي إلى تأخير الحصاد.[14]

### مناخ
- شتاء بركاني 536، التي يُعتقد أنها ناجمة عن حجاب كثيف من الغبار في الغلاف الجوي، تبدأ في نصف الكرة الشمالي. استمرت حتى العام التالي، مما تسبب في طقس غير موسمي وفشل المحاصيل في جميع أنحاء العالم. من الممكن أن يكون سبب ذلك ثوران بركان: إيلوبانغو في السلفادور (أمريكا الوسطى)؛ أو في أيسلندا.[4]

## مواليد
قيس بن عاصم التميمي

## وفيات
- أغابيتس الأول
- ثيوداهاد